# Rómulo Otero
Rómulo Otero Vásquez (ur. 9 listopada 1992 w Caracas) – wenezuelski piłkarz pochodzenia kolumbijskiego grający podczas kariery na pozycji ofensywnego pomocnika.
Jest synem kolumbijskiego piłkarza Rómulo Otero.